# Tholodus
Tholodus is een geslacht van uitgestorven basale ichthyopterygiërs bekend uit het Midden-Trias (midden Laat-Anisien tot Laat-Ladinien) van Duitsland, noordoost-Italië en mogelijk China. 

## Naamgeving
Het geslacht werd benoemd in 1848 door Christian Erich Hermann von Meyer en de typesoort is Tholodus schmidi. De geslachtsnaam betekent 'koepeltand'. De soortaanduiding eert Ernst Erhard Schmid.

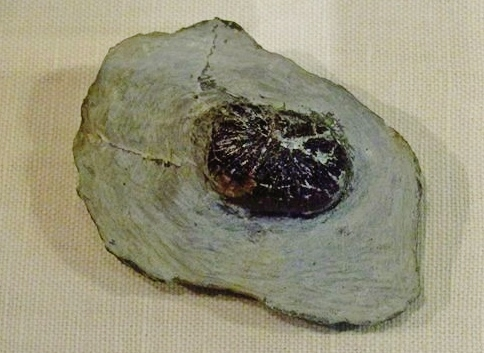
Zulke tanden wijzen op durofagie

Het is bekend van vele losse en fragmentarische overblijfselen, voornamelijk tanden en kaakfragmenten. De meeste exemplaren werden verzameld op verschillende plaatsen in de Muschelkalk uit het Ladinien van Duitsland, voornamelijk uit de Jenaformatie van de bovenste Beneden-Muschelkalk, waar het holotype bij Freiburg werd gevonden, een dentarium zonder gepubliceerd inventarisnummer. Dalla Vecchia beschreef in 2004 twee extra exemplaren: MGC 332390 bestaande uit een tak van een onderkaak en een bovenkaaksbeen, beide met tanden en bijna niet geplet, en MGC 332391 bestaande uit enkele postcraniale resten, van één enkele afzetting uit het Laat-Ladinien, uit de zuidelijke Alpen van Italië. Het opperarmbeen leek op dat van onvolwassen individuen van het Aziatische geslacht Chaohusaurus, wat mogelijke affiniteiten met Grippidia suggereert.

## Xinminosaurus
Jiang et alii (2008) beschreven en benoemden Xinminosaurus uit de Guanlingformatie uit het Laat-Anisien van Guizhou, China. Maisch (2010) suggereerde dat Xinminosaurus een subjectief jonger synoniem zou kunnen zijn van Tholodus. Hoewel Jiang et alii (2008) Tholodus beschouwden als een mogelijk nomen dubium, verwierp Maisch (2010) deze interpretatie en stelde dat Tholodus gemakkelijk te herkennen is en wordt gekenmerkt door ondubbelzinnige dentaire autapomorfieën, zodat zelfs kaak- en tandfragmenten diagnostisch zijn, en het dus een geldig taxon is. Verder merkte hij op dat Tholodus duidelijk te onderscheiden is van alle andere bekende zeereptielen behalve Xinminosaurus. Het enige verschil tussen de taxa, volgens Maisch (2010), is dat exemplaren van Tholodus gemiddeld twee keer zo groot zijn als het Xinminosaurus-holotype.